# ニコラ・テスラと恐怖の夜
「ニコラ・テスラと恐怖の夜」（ニコラ・テスラときょうふのよる、原題 : "Nikola Tesla's Night of Terror"）は、イギリスのSFドラマ『ドクター・フー』の第12シリーズ第4話。脚本はニーナ・メティビエ、監督はニダ・マンズールが担当し、2020年1月19日に BBC One で初放送された。視聴者数は520万人で、批評家からは一般に肯定的なレビューを受けた。
舞台は1903年のニューヨーク。13代目ドクター（演:ジョディ・ウィテカー）らはファサー族のオーブを追いかけるうちにニコラ・テスラ（演:ゴラン・ヴィシュニック）と出会い、彼がペテン師ではなく真の発明家であることを知る。テスラが火星と交信したことをきっかに略奪種族スキスラが彼に目を付け、優秀な技術者として彼を船に拉致しようとしており、ドクターたちはテスラやトーマス・エジソン（演: ロバート・グレニスター）と協力してウォーデンクリフ・タワーでスキスラの野望を阻む。

## 製作

### 開発
「ニコラ・テスラと恐怖の夜」はニーナ・メティビエが脚本を執筆した。

### 配役
ロバート・グレニスターとゴラン・ヴィシュニックの第12シリーズへのゲスト出演は2019年11月22日にBBCが報道し、それぞれエジソン役とテスラ役を演じた。グレニスターは1984年の The Caves of Androzani でアンドロイドのサラティーン役を演じていた。スキスラの女王を演じたアンジー・モヒンドラはかつて『ドクター・フー』のスピンオフシリーズ "The Sarah Jane Adventures でレギュラーキャラクターであるラニ・チャンドラ (en) 役を演じていた。他のゲスト出演者は2020年1月上旬に Doctor Who Magazine 第547号で明かされた。

### 撮影
ニダ・マンズールは「ニコラ・テスラと恐怖の夜」と「ジュドゥーンの襲来」からなる第3製作ブロックを監督した。ロケはブルガリアのソフィアに位置する Nu Boyana Film Studios で行われた。

### プロモーション
予告編は前話「捨てられた惑星」の放送後に公開された。

## 放送と反応
| 専門評論家によるレビュー           | 専門評論家によるレビュー |
| レビュー・スコア                   | レビュー・スコア         |
| 出典                               | 評価                     |
| ---------------------------------- | ------------------------ |
| The A.V. Club                      | B+                       |
| エンターテインメント・ウィークリー | B                        |
| ラジオ・タイムズ                   | [ 11 ]                   |
| インデペンデント                   | [ 12 ]                   |
| デイリー・テレグラフ               | [ 13 ]                   |

「ニコラ・テスラと恐怖の夜」はイギリスでは2020年1月19日に放送され、日本では2020年7月15日にHuluにて字幕版・吹替版共に配信が開始された。
その晩の視聴者数は404万人で、これはその日イギリスで放送された番組で第6位の視聴者数であった。Audience Appreciation Index は79であった。タイムシフト視聴者を加えると、合計視聴者数は520万人であった。